# 107e brigade de défense territoriale
Pour les articles homonymes, voir 107e brigade.
La 107e brigade de défense territoriale (ukrainien : 107-та окрема бригада територіальної оборони) est la brigade de l'oblast de Tchernivtsi de la Force de défense territoriale de l'Armée ukrainienne. La brigade participe à la défense contre l'invasion russe de l'Ukraine en 2022 dans l'est du pays.

## Historique
La 107e brigade de défense territoriale est fondée en le 1er mars 2018.
Entre mai et juin 2019 la 107e brigade participe à des exercices militaires.
En février 2022, dans le cadre de la guerre contre la Russie, la 107e brigade est mobilisée, comme le reste des unités de défense territoriales ukrainiennes, et engagée dans le Donbass.
Le 13 avril 2022, des soldats de l'unité s'emparent d'un char russe, qui est réparé et envoyé en renfort du 94e bataillon de la brigade.
En septembre 2022, elle participe à la contre-offensive ukrainienne, en soutien à la 92e brigade mécanisée.
Elle est restée déployée dans la région jusqu'en 2023, en collaborant avec la 26e brigade d'artillerie, et un bataillon de la 1re brigade spéciale pour le bombardement des positions russes dans l'oblast de Belgorod.

## Structure
La brigade dépend du Commandement opérationnel ouest.
- État-major de la brigade ;
  - 
    -  Compagnie de protection du QG ;

  -  92e bataillon de défense Territorial  à Tchernivtsi
  -  93e bataillon de défense Territorial  à Vyjnytsia
    -  Détachement « Albin »

  -  94e bataillon de défense Territorial  à Storojynets
  -  95e bataillon de défense Territorial  à Kitsman
  -  96e bataillon de défense Territorial  à Novosselytsia
  -  97e bataillon de défense Territorial  à Sokyriany
  -  Compagnie anti-sabotage
  -  Compagnie du génie
  -  Compagnie de transmission
  -  Compagnie de logistique
  -  Batterie de mortiers